# Núcleo Histórico de Split com o Palácio de Diocleciano
O Núcleo Histórico de Split com o Palácio de Diocleciano é um sítio classificado como Património da Humanidade pela UNESCO desde 1979, que engloba o centro histórico de Split, na Croácia, com o que resta do Palácio de Diocleciano.